# Etamin
Etamin, auch Eltanin oder Ettanin, ist der Eigenname des Sterns γ Draconis (Gamma Draconis, kurz γ Dra).
Etamin gehört der Spektralklasse K5 an und besitzt eine scheinbare Helligkeit von 2,2 mag. Etamin ist ca. 150 Lichtjahre entfernt.
Der Name Etamin und seine überlieferten Varianten Eltanin und Ettanin bedeuten „Seeungeheuer“ oder „Schlange“ (der arabische Name des Sternbildes). Ein anderer Name von Etamin ist Alnath und ist bedeutungsgleich mit dem Namen von β Tauri, El Nath (arab. „das Ende“). Ein weiterer Name von Etamin ist Rastaban, was vom arabischen ar-rās at-tinnīn / الراس التنين abgeleitet ist und in etwa „der Kopf der Schlange (des Drachen)“ bedeutet.
Gamma Draconis steht in Südengland bei seiner oberen Kulmination praktisch im Zenit, bei einer Beobachtung kann man also dann die Refraktion in der Erdatmosphäre vernachlässigen. Zweimal wurde versucht, an ihm die jährliche Parallaxe zu bestimmen. Robert Hooke hatte zu diesem Zweck ein Fernrohr in das Monument zum Gedenken an die Große Feuersbrunst in London 1666 eingebaut. Die Anordnung war aber mechanisch nicht stabil genug. 1725 wiederholten dann Samuel Molyneux und James Bradley diese Messungen. Sie fanden eine zu große Eigenbewegung quer zur erwarteten Richtung. 1727 veröffentlichte dann Bradley die Entdeckung der Aberration des Sternlichts und bewies damit erstmals die Bewegung der Erde um die Sonne.